# Austrolimnophila multitergata
Austrolimnophila multitergata är en tvåvingeart som beskrevs av Alexander 1962. Austrolimnophila multitergata ingår i släktet Austrolimnophila och familjen småharkrankar. Inga underarter finns listade i Catalogue of Life.